# Hubuc
Hubuc, de son vrai nom Roger Copuse, né le 21 février 1926 à Molenbeek-Saint-Jean (province de Brabant) et mort le 13 juin 1970 en Belgique, est un auteur de bande dessinée historique et comique belge francophone. Il a notamment collaboré aux journaux Spirou, Pilote et Tintin. Il est mort d'une leucémie alors que sa carrière commençait à décoller.

## Biographie
Roger Copuse naît le 21 février 1926 à Molenbeek-Saint-Jean, une commune bruxelloise. Il a comme premier métier celui de radiotélégraphiste à bord de navires marchands, avant d'intégrer la compagnie aérienne belge Sabena comme officier radio sur la ligne Bruxelles-New York au début des années 1960. (À cette époque, l'équipage des avions de ligne transatlantiques incluait un radio et un mécanicien de bord en plus des pilote et copilote). Il devient journaliste sportif sous le pseudonyme de Paul Claudel,,.
Durant ses loisirs, il dessine et soumet ses bandes dessinées au journal Spirou (début des années 1960) puis à partir de 1966 du journal Pilote (où il collabore avec Gotlib, Fred, Bob de Groot et Claire Bretécher) dirigé par René Goscinny.
Il entre à Spirou avec des mini-récits en 1961.
En 1962, il collabore avec Jacques Devos sur Les Mémoires de Victor Sébastopol, un improbable James Bond de l'époque 1900, évoluant dans des principautés d'une Europe centrale d'opérette façon Ruritanie ou Syldavie. Ce personnage prétend avoir été un maître espion selon le récit qu'il fait dans un cartouche en bas de case dans cette bande dessinée dépourvue de phylactères alors que les dessins montrent invariablement de pitoyables ratages qui déclenchent les colères homériques de son supérieur, le colonel Von Himmerschnaps, archétype du hobereau militaire d'Europe centrale. Victor Sébastopol est facilement berné par la Mata Hari de service, l'ensorcelante Fraülein Z (clin d'œil à la Lady X de la série Buck Danny) qui porte un ébouriffant boa de plumes où elle dissimule les outils de son métier d'espionne.
La série Alertogas et Saxophon qu'il publie ensuite dans Spirou nous transporte dans une Grèce antique de fantaisie où évoluent deux fiers guerriers hellènes, le petit soldat  malin et chétif Alertogas et son supérieur le massif et peu futé Saxophon, un duo comico-militaire assez semblable au Caporal Blutch et au Sergent Cornélius Chesterfield de la série les Tuniques Bleues parue plus tard dans Spirou (Salvérius, Raoul Cauvin et Lambil). Le duo Alertogas et Saxophon revisite des épisodes de la l'antiquité grecque (l'Odyssée, les guerres médiques, les Jeux olympiques antiques , etc.) avec des résultats généralement désastreux pour les deux (anti) héros.
Il reprend Chlorophylle avec Pierre Guilmard puis seul, ensuite il scénarise Pancho Bomba pour Mike dans le Journal de Tintin.
En 1969, il crée Ces Temps étaient durs dans Le Soir Illustré. Fin 1970 dans les nos 45 à 51 de Tintin, il scénarise pour le dessinateur Ploeg la série humoristique de quinze pages Égide et le Lithophage, autour d'un veilleur de nuit qui trouve son musée et ses beaux objets harcelés par une créature extraterrestre dévoreuse de pierres.
Roger Copuse-Hubuc fut prématurément emporté par une leucémie, à l'âge de 44 ans, le 13 juin 1970.

## Séries
- Victor Sébastopol, avec Jacques Devos, créé en 1962 dans Spirou, album Éditions Michel Deligne, 1977[10].
- Alertogas, créé en 1963 dans Spirou.
- Baron de Coursensac, créé en 1964 dans Spirou.
- L'Aéromédon populaire, avec Fred, créé en 1966 dans Pilote.
- Reprise de la série créée par Macherot, Chlorophylle avec Pierre Guilmard au dessin en 1967 (6 épisodes).
- Le Travail[11] (édité en album sous le titre Et voilà le travail ! aux éditions Dargaud), à partir de 1968 dans Pilote.
- Wilbur et Mimosa en 1969 toujours avec Pierre Guilmard aux pinceaux (2 histoires), album Le Lombard, 1971[12].
- Pancho Bomba, dessins de Mike.